# 月桂院
月桂院（げつけいいん、永禄11年（1568年） - 明暦元年6月17日（1655年7月20日））は、小弓公方・足利頼純の娘。名は嶋（しま）、嶋子あるいは嶋姫、嶋女、お嶋。古河姫君とよばれた。初めは倉ヶ崎城主・塩谷惟久の正室。後に豊臣秀吉の側室。足利国朝、喜連川頼氏の姉。

## 生涯
足利頼純の次女として生まれる。母は佐野政綱の娘。頼純の父・足利義明は、第2代古河公方・足利政氏の子で小弓公方を称していたが、天文7年（1538年）に国府台合戦で敗死し、幼少であった頼純は安房里見氏の庇護に依った。頼純の成人後の動向には諸説あるが、子女は上総国または下総国で育ったと思われる。
天正16年（1588年）、倉ヶ崎城（喜連川城）主・塩谷惟久の正室となる。喜連川塩谷氏は、源義家の血を引き、源頼朝から塩谷郡に約2万石相当の領地を与えられた名家であった。
天正18年（1590年）8月、小田原征伐の後､奥州仕置に向かった秀吉が宇都宮城にやって来ると、塩谷惟久は妻を置いて城を退去した。夫に置き去りにされた嶋は宇都宮に出向いて9月に秀吉と面会し、秀吉の側室になった。嶋は、往時の権勢を失っていたとはいえ、名門足利氏の末流、古河公方家の分流である小弓公方（のちの喜連川家）の姫であり、秀吉の側室たちの中では最も高い家柄の出となる。
嶋は婚家の塩谷家ではなく、実家の救済を秀吉に嘆願した。嶋の弟・足利国朝と、古河公方家の娘である足利氏姫（古河公方足利義氏の遺児で、臨時的に当主に擬されていた）を結婚させ、鎌倉公方系足利家を復興させることを、秀吉に願ったのである。秀吉は嶋に倉ヶ崎城を含めた喜連川3800石を与えた。秀吉は嶋に、自分の血を引く子供を生むことを期待していたとも思われるが、関東統治の必要性から国朝と氏姫を婚姻させて鎌倉公方系足利家を再興する構想が小田原征伐以前から豊臣政権内部に存在し、その既定方針の下で嶋の側室決定も行われたとする見方もある。
天正19年（1591年）に、国朝と氏姫は結婚した。氏姫の母と祖母はともに後北条氏であり、姫が臨時の当主であったが、天正18年（1590年）の小田原討伐まで古河は実質北条氏の支配領域であった。そのため、12万石相当の領地は没収され、古河城からも退去を命じられた。一時は処分を保留されたような状態になったものの、古河城近くの鴻巣御所周辺に332石を与えられた。この礼に女房衆が大坂へ赴いた際に、国朝との結婚話が出されたものと思われる。嶋は自らの領地3800石を国朝に譲り、国朝は喜連川領主となったが、氏姫は喜連川には赴かず、生涯を古河で過ごした。国朝が死去すると、その弟の頼氏が氏姫と再婚し、跡を継いだ。
秀吉の死去した慶長3年（1598年）、嶋は京都の東寺で出家した。翌慶長4年（1599年）3月、頼氏から領地200石を分け与えられる。後に徳川家康に召しだされ、家康の意向により三女・振姫に附けられて会津に下った。その後江戸に移り、江戸市ヶ谷の平安寺を再興し、月桂寺と改めた。承応元年（1652年）、月桂寺に領地のうち100石を寄付する。明暦元年（1655年）に死去した。享年88。墓所は月桂寺。